# Rattenberg (Bawaria)
Rattenberg – miejscowość i gmina w Niemczech, w kraju związkowym Bawaria, w rejencji Dolna Bawaria, w regionie Donau-Wald, w powiecie Straubing-Bogen. Leży w Lesie Bawarskim, około 24 km na północny zachód od Straubingu.

## Zabytki
- ruiny Zamku Neurandsberg

## Atrakcje
- festyn Rattenberger Heimatfest - odbywa się rokrocznie w drugi weekend lipca
- festyn letnio-muzealny Sommer- und Museumfest - rokrocznie 15 sierpnia